# Gălăb Donev
Gălăb Spasov Donev (în bulgară Гълъб Спасов Донев; n. 28 februarie 1967, Sofia, Republica Populară Bulgaria) este un politician bulgar care a ocupat funcția de prim-ministru interimar al Bulgariei de la 2 august 2022 până la 6 iunie 2023.
Politician independent, el a fost anterior ministru al muncii și politicii sociale în cabinetul lui Stefan Ianev. Este expert în finanțe, drept și politici sociale și are, de asemenea, experiență în armată.